# باولو بورسيلينو
باولو بورسيلينو (بالإيطالية: Paolo Borsellino)‏ (19 يناير 1940 - 19 يوليو 1992) قاض إيطالي قضى في مكافحة المافيا نتيجة انفجار سيارة ملغومة في باليرمو بعد أقل من شهرين من اغتيال قاضي مكافحة المافيا مواطنه جيوفاني فالكوني.